# SPINA-GBeta
SPINA-GBeta es un biomarcador calculado para la función de las células beta pancreáticas. Representa la cantidad máxima de insulina que las células beta pueden producir por unidad de tiempo (por ejemplo, en un segundo).
El método computacional se basa en un modelo matemático en tiempo discreto de la homeostasis insulina-glucosa que se apoya en la plataforma MiMe-NoCoDI para modelar circuitos reguladores endocrinos.

## Cómo determinar GBeta
El índice se deriva de un modelo matemático de homeostasis insulina-glucosa que incorpora motivos fisiológicos fundamentales. Para fines de diagnóstico, se calcula a partir de las concentraciones de insulina y glucosa en ayunas con:
{\displaystyle {\widehat {G}}_{\beta }={\frac {[I](\infty )({D}_{\beta }+\left[G\right](\infty ))}{{G}_{3}[G](\infty )}}} .
[I](∞): Concentración plasmática de insulina en ayunas (μU/mL)

[G](∞): Concentración de glucosa en sangre en ayunas (mg/dL)

Dβ: EC50 para la glucosa en las células beta (7 mmol/L)

G3: Parámetro de la farmacocinética (58,8 s/L)

## Intervalo de referencia
| Límite inferior | Límite superior | Unidad de medida |
| --------------- | --------------- | ---------------- |
| 0,64            | 3,73            | pmol/s           |

Las ecuaciones y sus parámetros han sido calibrados para humanos adultos con una masa corporal de 70 kg y un volumen plasmático de aproximadamente 2,5 litros.

## Significación clínica

### Validez
SPINA-GBeta se correlaciona significativamente con el valor M en estudios de clamp de glucosa y (mejor que HOMA-Beta) con el valor de dos horas en la test de tolerancia oral a la glucosa (TTOG), el aumento de glucosa en TTOG, el pliegue cutáneo subescapular, el contenido de grasa troncal y la fracción de hemoglobina glicada.
Tiene la ventaja adicional de que evita la zona ciega de HOMA, lo que hace imposible el cálculo de HOMA-Beta si la concentración de glucosa en ayunas es de 3,5 mmol/L (63 mg/dL) o inferior. A diferencia de HOMA-Beta, SPINA-Beta se puede calcular de forma sensata en todo el rango de mediciones .

### Fiabilidad
En mediciones repetidas, SPINA-GBeta tuvo una mayor confiabilidad en las repruebas que HOMA-Beta, una estimación de la función de las células beta de la evaluación del modelo de homeostasis .

### Utilidad clínica
En el estudio FAST, un estudio observacional de secuenciación de casos y controles que incluyó a 300 personas de Alemania, SPINA-GBeta difirió más claramente entre sujetos con y sin diabetes que el índice HOMA-Beta correspondiente.

## Implicaciones científicas y otros usos.
Junto con la ganancia reconstruida del receptor de insulina (SPINA-GR), SPINA-GBeta proporciona la base para la definición de un índice de disposición de la homeostasis de la insulina-glucosa basado en ayunas (SPINA-DI).
En combinación con SPINA-GR y la secuenciación del exoma completo, el cálculo de SPINA-GBeta ayudó a identificar una nueva forma de diabetes monogenética (MODY) que se caracteriza por una resistencia primaria a la insulina y es el resultado de una variante sin sentido del gen del receptor de rianodina tipo 2 (RyR2) (p.N2291D).

## Implicaciones fisiopatológicas
En varias poblaciones, SPINA-GBeta se correlacionó con el área bajo la curva de glucosa y las concentraciones de glucosa, insulina y proinsulina de 2 horas en la prueba de tolerancia oral a la glucosa, las concentraciones de ácidos grasos libres, grelina y adiponectina, y la fracción HbA1c.
En la hidradenitis supurativa, una enfermedad inflamatoria de la piel, SPINA-GBeta aumenta para compensar la sensibilidad reducida a la insulina. Sin embargo, esta compensación dinámica es insuficiente en un subconjunto de pacientes afectados, lo que da lugar a un índice de disposición estática reducido (SPINA-DI) y a la aparición de diabetes mellitus.

## Aspectos predictivos
En un análisis longitudinal de 10 años del estudio NHANES, una muestra grande de la población estadounidense, un parámetro SPINA-GBeta reducido predijo la mortalidad por cualquier causa.

## enlaces externos
- Funciones para R y S para el cálculo de SPINA-GBeta y SPINA-GR . (DOI permanente)

- Datos: Q114895364